# Jongchon-dong
Jongchon-dong (koreanska: 종촌동) är en stadsdel i staden Sejong, Sydkorea. Den ligger 120 km söder om huvudstaden Seoul.